# Louis (seigneur de Monaco)
Ne doit pas être confondu avec Louis Ier (prince de Monaco).
Louis de Monaco (13?? – 5 novembre 1402) fut seigneur de Monaco de janvier 1395 au 19 décembre 1395, puis du 11 mai 1397 au 5 novembre 1402.

## Biographie
Il est le fils de Charles Ier de Monaco et de Lucchina Spinola.

## Armoiries
| Blason | Blasonnement : Fuselé d'argent et de gueules. |